# Tsirananaclia sucini
Tsirananaclia sucini là một loài bướm đêm thuộc phân họ Arctiinae, họ Erebidae.